# Aleochara speculicollis
Aleochara speculicollis är en skalbaggsart som beskrevs av Max Bernhauer 1901. Aleochara speculicollis ingår i släktet Aleochara och familjen kortvingar. Inga underarter finns listade i Catalogue of Life.